# Hieronymus Colloredo-Mannsfeld
Hieronymus IX. Colloredo-Mannsfeld, také Jeroným mladší Colloredo-Mannsfeld, přezdívaný Honomé (celým jménem německy Hieronymus Medarus Alexander Felicianus Maria Fürst von Colloredo-Mannsfeld; 9. června 1912 Berlín – 12. prosince 1998 Zbiroh) byl český šlechtic z rodu Colloredo-Mannsfeld, signatář Národnostního prohlášení české šlechty ze září 1939 a restituent zámků Zbiroh a Dobříš.

## Život

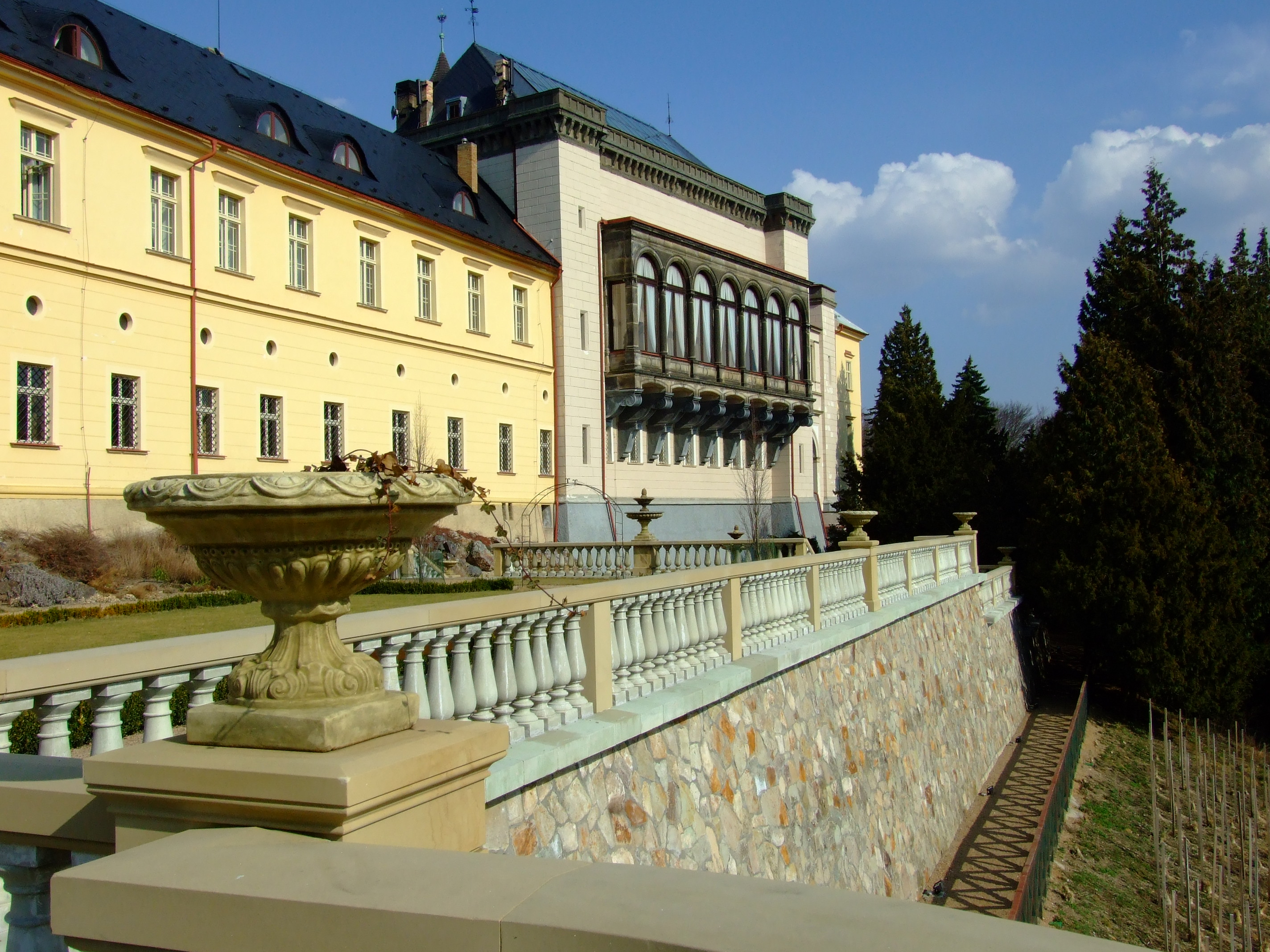
Zámek Zbiroh

Narodil se jako druhý syn Hieronyma (Jeronýma) VIII. Colloredo-Mannsfelda (1870–1942) a jeho manželky Berty Kolowrat-Krakowské (1890–1982). Měl staršího bratra Josefa (1910–1990), 7. knížete, a mladší bratry Vikarda (Weikharda, 1914–1946) a Bedřicha (Friedricha, 1917–1991). Sourozenci vyrůstali bez matky, ta se totiž zamilovala do amerického černošského zpěváka Rolanda Hayese (1887–1977) a rodinu opustila.
V roce 1918 se rodiče usadili na zámku Zbiroh. Jak bylo ve vyšší společnosti běžné, měl Hieronymus soukromé učitele. Základní školu a gymnázium vychodil tudíž pouze externě. V mladí pozoroval Alfonse Muchu při jeho malování Slovanské epopeje na Zbirohu.
Tři roky navštěvoval univerzitu v Mnichově, kde studoval ekonomii, chodil také na přednášky z dějin umění. Po převzetí moci nacisty se zapsal na filozofii na německé univerzitě v Praze, ale po jednom semestru na protest přešel na její českou sestru. Během studií se seznámil s Annou Masarykovou. Studia nemohl dokončit, protože v listopadu 1939 nacisté zavřeli české vysoké školy. 
Ovládal dokonale češtinu, angličtinu, francouzštinu a italštinu.
V roce 1929 ho spolu s bratry adoptoval bezdětný strýc Josef II. Colloredo-Mannsfeld (1866–1957), 6. kníže, a už v roce 1925 jim předal rodový majetek. Sourozenci byli tehdy ovšem ještě nezletilí. Jeroným získal Zbiroh. Strýci žijícímu ve Francii museli vyplácet vysokou rentu. Doživotním  ústředním ředitelem všech colloredovských majetků v Československu se stal otec.
V září 1939 připojil stejně jako jeho otec a dva bratři svůj podpis k Národnostnímu prohlášení české šlechty. V roce 1942 byli všichni členové rodu, včetně těch žijících v zahraničí, prohlášeni za „nepřátele říše“ a veškerý jejich majetek v Čechách a Rakousku byl zabaven Německou říší. Nejednalo se tedy pouze o vnucenou správu. Zbiroh zabral wehrmacht. V této době se ze zámku ztratilo téměř veškeré vybavení Jeroným byl povolán na nucené práce v brdských lesích, kde stavěl vojenskou střelnici wehrmachtu. Přes týden bydlel ve vesnici Kolvín, neděle trávil ve srubu ve Zbirohu, který mu půjčil přítel.
Po válce mu byl majetek navrácen, ale v roce 1948 mu byl komunisty vyvlastněn. V listopadu 1948 opustil v kufru automobilu italského diplomata přes Bratislavu Československo. Z Vídně pak jel přes Linec do americké okupační zóny. Pět měsíců žil ve Švýcarsku. Pak žil čtyřicet let v Kanadě. Měl finanční prostředky, zabýval se obchodem realit, investoval do akcií. Cestoval po USA a Mexiku. O československé občanství nepřišel.
Do Československa jezdil od roku 1971 téměř pravidelně každý rok na deset dní. Pokaždé navštívil Bouchalku a jezdil také do Prahy.
Po Sametové revoluci restituoval majetek, což obnášelo třináct tisíc hektarů lesa, přibližně tři sta hektarů zemědělské půdy, zámek ve Zbirohu a jako dědictví po bratru Weikhardovi zámek v Dobříši. Zámek ve Zbirohu prodal armádě. V roce 2004 byl převeden na město Zbiroh, které ho prodalo společnosti Gastro Žofín. Jeroným také prodal také rybník a pivovar, aby měl finanční prostředky pro nutné investice. Bydlel uprostřed lesů v komplexu hájovny u Zbirohu. Ve stáří onemocněl rakovinou. Zemřel svobodný a bezdětný.